# جرترود ماري كوكس
جرترود ماري كوكس (بالإنجليزية: Gertrude Mary Cox)‏ هي إحصائية ورياضياتية أمريكية، ولدت في 13 يناير 1900 في دايتون في الولايات المتحدة، وتوفيت في 17 أكتوبر 1978 في درم في الولايات المتحدة بسبب ابيضاض الدم.